# مسجد اللؤلؤة
مسجد اللؤلؤة هو مسجد بني من قبل الحاكم بأمر الله الخليفة الفاطمي على الطراز الفاطمي. يقع في منطقة سيدي عمر أسفل جبل المقطم، القاهرة. ويعتبر المسجد مزار هام لطائفة البهرة وباللإضافة للمصريين، يتوافد إليه سياح من إيران، سوريا، لبنان، اليمن، البحرين والهند ومختلف الدول التى يتواجد بها البهرة حيث يتبركون بالمسجد، ويزيد وجودهم يوم الجمعة خاصة لأداء صلاة الجمعة فيه.